# Thomas Holloway (philanthrope)
Cet article concerne le philanthrope. Pour l'artiste, voir Thomas Holloway (artiste).
Pour les articles homonymes, voir Holloway.
Thomas Holloway (22 septembre 1800 - 26 décembre 1883) est un manufacturier de médicaments et un philanthrope britannique. Il est le fondateur du Royal Holloway College, collège constitutif de l'université de Londres, et d'un hôpital psychiatrique dans le Surrey.

## Biographie
Holloway naît à Devonport, Plymouth, dans le Devon. Il est le fils aîné de Thomas et Mary Holloway (née Chellew), qui au moment de la naissance de leur fils avait une boulangerie. La famille s'installe ensuite à Penzance, en Cornouailles, où ils tiennent une auberge, The Turk's Head Inn, et où Thomas poursuit sa scolarité secondaire jusqu'à 16 ans, puis est apprenti chez un chimiste,. À la fin des années 1820, Holloway vit durant quelques années à Roubaix, puis il s'installe à Londres en 1831 comme secrétaire et interprète pour une société d'import-export. En 1836, il s'établit à son compte comme agent commercial.
Thomas Holloway avait des relations d'affaires avec un Italien, Felix Albinolo, qui fabriquait et vendait une pommade. Cela a donné à Holloway l'idée de créer lui-même une entreprise similaire en 1837. Voyant le potentiel des médicaments brevetés, Holloway ajoute des pilules à sa gamme de produits. Son entreprise est fructueuse, son épouse Jane travaille avec lui. Un facteur clé de son succès en affaires est la publicité. Il fait publier les premières annonces dans les journaux en 1837 et, en 1842, ses dépenses annuelles de publicité atteignaient environ 5 000 £, puis 20 000 £ in 1851. Au moment de sa mort, il dépensait plus de 50 000 £ par an pour faire la publicité de ses produits,. Son frère Henry Holloway devient directeur de l'entreprise qui s'installe sur New Oxford Street, puis son beau-frère Henry Driver reprend l'activité à la mort d'Henry Holloway, la société emploie une centaine d'employés en 1883. Thomas Holloway a aussi des activités bancaires, avec lesquelles il connaît une certaine réussite, bien qu'il n'ait pas créé de société dédiée.

## Activités philanthropiques

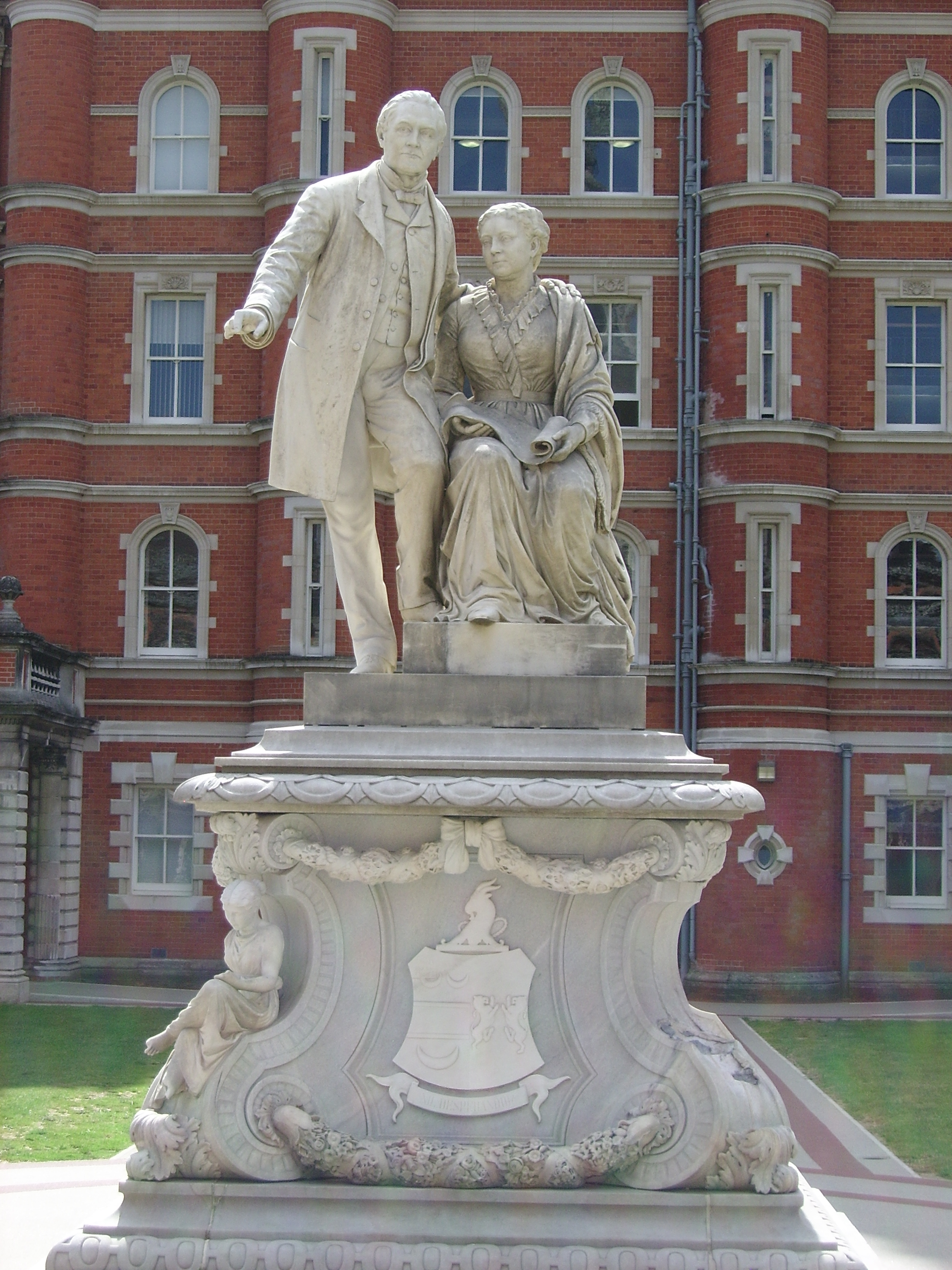
Statue de Thomas et Jane Holloway

Holloway est connu pour les deux institutions qu'il a fondées en Angleterre : un hôpital psychiatrique à Virginia Water, dans le Surrey, et un collège universitaire, le Royal Holloway College, ultérieurement rattaché à l'université de Londres et d'abord installé à Englefield Green, dans le Surrey. Ces deux bâtiments ont été conçus par l'architecte William Henry Crossland.
Thomas Holloway a indiqué que l'inspiration pour créer le collège venait de son épouse, Jane Holloway (en). La réunion préparatoire se déroule au domicile des Holloway, le 10 février 1875, et y sont présentes des spécialistes de l'éducation des femmes, Emily Davies, Millicent Fawcett ou encore Maria Grey, ainsi que James Kay-Shuttleworth, Joshua Fitch, Samuel Morley, David Chadwick et William Hague. Le projet de Holloway s'inspire du Vassar College, fondé aux États-Unis en 1861 par le philanthrope Matthew Vassar. Le collège est réservé aux femmes, jusqu'en 1965. Thomas Holloway a également payé plus de 80 000 £ pour acquérir 77 tableaux de l'époque victorienne qu'il a donnés au collège au moment de sa fondation. La plupart de ces œuvres appartiennent toujours au collège et sont exposées aujourd'hui dans la galerie de peinture du collège. Trois tableaux, de Turner, Constable et Gainsborough, ont été vendus dans les années 1990,.

## Installation à la campagne
Holloway achète une maison géorgienne à Sunninghill, près d'Ascot, dans le Berkshire, appelée Tittenhurst Park, où il vit avec son épouse et divers membres de leur famille. Jane meurt en 1875 et Thomas Holloway meurt le 26 décembre 1883, à l'âge de 83 ans, alors que l'université n'est inaugurée qu'en 1886, par la reine Victoria.
Thomas et Jane Holloway sont inhumés au cimetière de Sunninghill,.